# ورصوت (تاجیکستان)
ورصوت (به لاتین: Varsaut) یک منطقهٔ مسکونی در تاجیکستان است که در ولایت سغد واقع شده‌است. ورصوت ۰ نفر جمعیت دارد و ۲٬۳۸۰ متر بالاتر از سطح دریا واقع شده‌است.